# Eric Dover
Eric Dover (nacido el 19 de enero de 1967 en Jasper, Alabama) es un músico, guitarrista y cantante estadounidense, quien ganó gran éxito con la banda musical Jellyfish, Slash's Snakepit, y Alice Cooper.

## Biografía
Nació el 19 de enero de 1967 en Jasper, Alabama. Comenzó a tocar la guitarra a los once años de edad, generalmente en su ciudad y alrededores, siempre que tenía la oportunidad de hacerlo. Esta etapa la compartió con Tim Boyce, quien estaba en el grupo The Extras con el baterista Scott Collier a mediados de la década de 1980.
El grueso de esa formación se separó para dar forma a Love Bang en 1991. Fueron contratados por los estudios Ardent en Memphis y grabaron para ellos por los siguientes dos años. Su álbum, titulado The Rule of 72's fue lanzado el 26 de marzo de 2009. 
En 1993 se unió al grupo Jellyfish después de realizar Split Milk. El grupo se separó en 1994 y Dover se juntó con Roger Manning en el grupo Doverman.
Dover y Manning tuvieron una actuación destacada con su integración a la banda de Davy Jones, en su disco The Brady Bunch Movie, del año 1995.
Antes de que Doverman entrase a los estudios a grabar, Dover probó como vocalista líder para el primer álbum en solitario de Slash, de Guns N' Roses. 
Dover grabó vocales en el álbum it´s five o'clock somewhere de Slash's Snakepit.
Después de que Imperial Drag se separara en 1997, Dover apareció en muchos álbumes como músico invitado, antes de unirse a Alice Cooper para el Brutal Planet Tour en el 2001. Tocó en 2001 en el álbum Dragontown junto a Alice Cooper y junto al guitarrista Ryan Roxie en la mayoría de las canciones del álbum The Eyes of Alice Cooper. Dejó la banda durante el tour de este álbum.
Ha vuelto a aparecer frecuentemente con otros miembros de la banda de Cooper bajo el nombre Glamnation.
Actualmente, Dover está casado y viviendo en Los Ángeles. Además lidera un grupo llamado Sextus. El álbum de debut del grupo, Stranger Than Fiction salió a la luz el 18 de marzo de 2008 bajo la discográfica Dramapants Records.